# Jimmy McPhail
James „Jimmy“ McPhail (* 19. Januar 1928 in Rocky Mount (North Carolina); † 16. März 1998) war ein US-amerikanischer Jazz- und Rhythm-&-Blues-Musiker (Gesang).

## Leben und Wirken
Jimmy McPhail wuchs in Washington D.C. auf und trat dort Ende der 1940er-Jahre mit einem eigenen Quartett auf. 1950 gewann er den Nachwuchswettbewerb WWDC Jackson Lowe Contest, verbunden mit einem Auftritt im Howard Theatre mit dem Duke Ellington Orchestra. Er spielte anschließend, begleitet von Billy Strayhorn, Duke Ellington und Wendell Marshall mehrere Gesangsnummern ein, die jedoch unveröffentlicht blieben. McPhail sah sich in erster Linie als Balladensänger; von einem Afroamerikaner wurden jedoch in dieser Zeit vor allem R&B-Nummern erwartet. 1951/52 nahm er unter eigenem Namen für Victor Records Titel wie „There Is No Greater Love“, „That’s How Much I Love You“ und „I Could Love You More“ auf; 1952 trat er im New Yorker Apollo Theater auf. Erfolgreich in den Jukebox-Charts war er in dieser Zeit mit den Nummern „Sugar Lump“ und „G.I. Wish“. 1958 nahm er noch mehrere Titel mit dem Mercer Ellington Orchestra auf („It’s a Sin“). 1959 eröffnete er im Nordosten von Washington D.C. den Jazzclub The Gold Room.
McPhail studierte dann an der Shaw University in North Carolina, anschließend an der George Washington University und am Miner Teachers College, wo er einen Abschluss in Musikpädagogik erwarb. In den folgenden Jahren unterrichtete er bis 1980 an der  Eliot Junior High School. 1963 arbeitete er erneut mit Ellington, als er an dessen Album Duke Ellington’s My People mitwirkte, zu hören in „Come Sunday“ und „My Mother, My Father and Love (Heritage)“. 1965 nahm er mit Mercer Ellington auf („In a Valley of Dreams“) und konzertierte in Aufführungen von Duke Ellingtons Concert Of Sacred Music in New York. Im Bereich des Jazz war er zwischen 1950 und 1969 an fünf Aufnahmesessions beteiligt.

## Diskographische Hinweise
- Duke Ellington and His Orchestra: Concert of Sacred Music (Victor, 1965)
- Duke Ellington: Duke Ellington’s My People (Flying Dutchman, ed. 1970)